# Tennis aux Jeux du Commonwealth de 2010
Bien que le tennis a longtemps été sur la liste des sports proposés en option pour les Jeux du Commonwealth, il apparaît seulement dans le programme de l'édition 2010. C'est à ce jour l'unique apparition du tennis aux Jeux du Commonwealth.

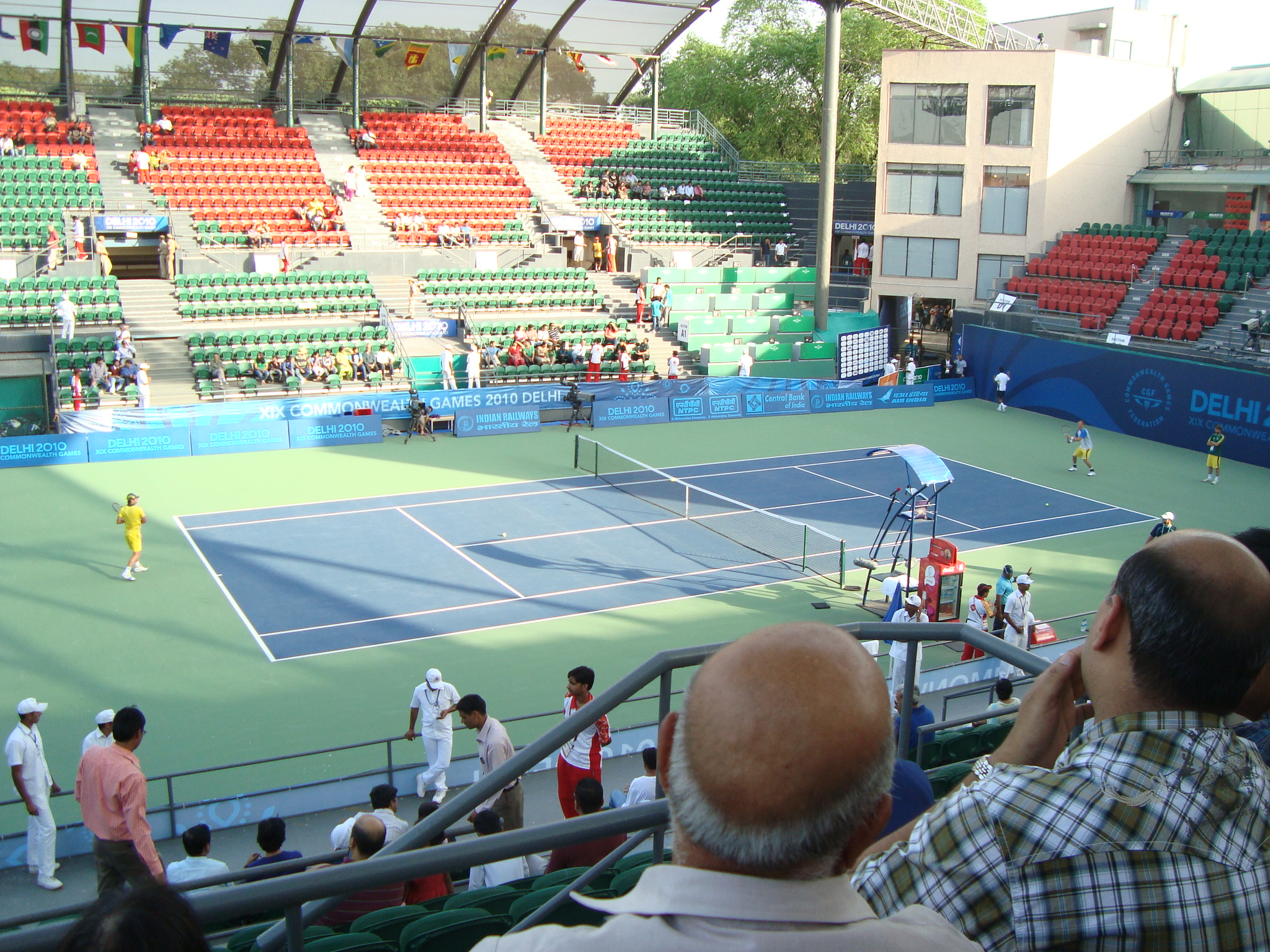
Court central du complexe de tennis R.K. Khanna

Le tournoi se joue dans les cinq catégories possibles (simples dames et messieurs, doubles dames, messieurs et mixte). Il se déroule au complexe de tennis Raj Kumar Khanna à New Delhi sur des terrains extérieurs en dur. La compétition a lieu du 4 au 10 octobre 2010, soit en même temps que l'Open de Chine, un des tournois principaux des circuits ATP (catégorie ATP 500) et WTA (catégorie Premier Mandatory).

## Palmarès
| Épreuves         | Or                              | Argent                          | Bronze                          |
| ---------------- | ------------------------------- | ------------------------------- | ------------------------------- |
| Simple messieurs | Somdev Devvarman                | Greg Jones                      | Matthew Ebden                   |
| Simple dames     | Anastasia Rodionova             | Sania Mirza                     | Sally Peers                     |
| Double messieurs | Paul Hanley Peter Luczak        | Ross Hutchins Ken Skupski       | Mahesh Bhupathi Leander Paes    |
| Double dames     | Anastasia Rodionova Sally Peers | Jessica Moore Olivia Rogowska   | Rushmi Chakravarthi Sania Mirza |
| Double mixte     | Jocelyn Rae Colin Fleming       | Anastasia Rodionova Paul Hanley | Sarah Borwell Ken Skupski       |